# Johann Julius Hecker
Johann Julius Hecker (født 2. november 1707 i Werden an der Ruhr, død 24. juni 1768) var en tysk skolemand.
Hecker studerede i Halle, hvor han blev stærkt påvirket af A.H. Francke, der 1729 knyttede ham som lærer til sit pædagogium. I 1735 blev Hecker præst og skoleinspektør ved militærvajsenhuset i Potsdam og kaldtes 1739 til præst i Berlin.
Her oprettede han 1747 en realskole og 1748 et seminarium for folkeskolelærere. Begge vandt stor anerkendelse og kaldte fremmede til fra fjern og nær. I realskolen søgte Hecker at gøre undervisningen praktisk og anskuelig ved righoldige, naturvidenskabelige, teknologiske og historiske samlinger.
Seminariet anvendte nye metoder og fik fra 1753 offentlig understøttelse for at uddanne landsbylærere til Brandenburg. Heckers virksomhed tiltalte i høj grad Frederik den Store, der udnævnte ham til overkonsistorialråd og overdrog ham at udarbejde det generalskolereglement (af 12. august 1763), hvorpå den preussiske folkeskole til dels hvilede hele 19. århundrede.